# Henry Wynter
Henry Douglas Wynter (sinh ngày 6 tháng 6 năm 1886 mất ngày 7 tháng 2 năm 1945) là một sĩ quan thường trực lục quân Úc và đã được thăng cấp trung tướng trong thế chiến thứ hai. Sử gia Gavin Long mô tả ông như sau: "có lẽ là nhà tư tưởng rõ ràng và sâu sắc nhất của quân đội Úc trong thế hệ của ông".
Wynter gia nhập lực lượng dự bị quân đội Úc năm 1907 và trở thành thường trực vào năm 1911. Thi hành nhiệm vụ ở Queensland khi đại chiến nổ ra năm 1914, ông gia nhập Lữ đoàn Bộ binh 11 Úc vào năm 1916. Ông đã tham gia một loạt trận đánh trận mặt trận phía Tây. Mặt trận phía Tây kết thúc, ông tham dự khóa học trường Đại học sĩ quan Tham mưu Camberley và Đại học sĩ quan Quốc phòng Hoàng gia.
Ông công khai chỉ trích chiến lược về Singapore của chính phủ, dẫn đến ông bị cách chức và trả về Queensland. Năm 1938, ông là giám đốc trường Đại học sĩ quan Chỉ huy và tham mưu Lục quân. Năm 1940, ông cấp nhận cách chức để làm Phó đại diện và sĩ quan quân nhu của Quân đoàn 1 Úc.

### Sách
- Andrews, Eric (2001). Australian Centenary History of Defence. Volume V: The Department of Defence. South Melbourne: Oxford University Press. ISBN 0-19-554113-8. OCLC 62284155.
- Dennis, Peter; Grey, Jeffrey; Morris, Ewan; Prior, Robin (1995). The Oxford Companion to Australian Military History. Melbourne: Oxford University Press. ISBN 0-19-553227-9. OCLC 34325813.
- Grey, Jeffrey (1992). Australian Brass: The Career of Lieutenant General Sir Horace Robertson. Oakleigh, Victoria: Cambridge University Press. ISBN 0-521-40157-7. OCLC 24502133.
- Grey, Jeffrey (2001). Australian Centenary History of Defence. Volume I: The Australian Army. South Melbourne: Oxford University Press. ISBN 0-19-554114-6. OCLC 46707304.
- Long, Gavin (1952). To Benghazi. Australia in the War of 1939–1945. Canberra: Australian War Memorial. OCLC 3134176. Bản gốc lưu trữ ngày 8 tháng 9 năm 2007. Truy cập ngày 1 tháng 4 năm 2009.
- McCarthy, Dudley (1959). South-West Pacific Area - First Year. Australia in the War of 1939–1945. Canberra: Australian War Memorial. OCLC 314718715. Bản gốc lưu trữ ngày 25 tháng 5 năm 2009. Truy cập ngày 25 tháng 12 năm 2008.